# Maladie autoinflammatoire
 Mise en garde médicale
Les syndromes ou maladies auto-inflammatoires (« MAI ») regroupent des maladies caractérisées par une réaction excessive du système immunitaire inné à l'encontre de substances ou de tissus qui sont (normalement ou anormalement) présents dans l'organisme.
Le concept médical de « maladies auto-inflammatoires » est récent (proposé et retenu dans les années 1990, avec notamment la publication en 1999 de la découverte d'un second gène impliqué dans un groupe de maladies caractérisées par des accès répétés d’inflammation sans explications classique (cancer, infection, auto-immunité).
Les troubles qui caractérisent les maladies auto-inflammatoire sont plus fréquents qu'autrefois.

## Définition
Le système immunitaire inné, en synergie avec le système de l'immunité acquise (dit aussi adaptatif), est dévolu à protéger efficacement l'organisme contre la plupart des microbes et parasites ou contre l'intrusion de certaines substances ou de certains corps étrangers.
Cependant il arrive que cette protection présente des dysfonctionnements :
- les « troubles du système immunitaire adaptatif » sont classés dans l'« auto-immunité » (ex : polyarthrite rhumatoïde ou lupus) ;
- les « troubles du système immunitaire inné » sont classés dans les « phénomènes auto-inflammatoires ».

## Mécanismes
Il a été montré que ces syndromes ou maladies semblaient soumis à deux facteurs importants :
- une composante génétique (établie après la découverte de la mutation du gène responsable d'une maladie familiale caractérisée par des fièvres prolongées et des inflammations localisées sévères ;
- une composante environnementale, qui peut déclencher ou exacerber la maladie chez des personnes génétiquement prédisposées.

## Caractéristiques
Les « troubles auto-inflammatoires » sont caractérisés par :
- des épisodes inflammatoires apparemment non-provoqués par une augmentation du titre (nombre) des auto-anticorps ou des lymphocytes T spécifiques de l'antigène en cause (deux indicateurs de maladies auto-immunes, qui impliquent, elles, le système immunitaire adaptatif) ;
- des épisodes inflammatoires intenses, marqués par des symptômes tels que fièvre, éruption cutanée ou gonflement des articulations ;
- risque d'amylose (maladie mortelle liée à une accumulation d'une protéine du sang (substance amyloïde) sous forme de dépôts dans plusieurs organes vitaux).

## Étiologie
Les bases moléculaires et les processus cellulaires en cause dans les maladies auto-inflammatoires commencent à être mieux compris, mais ce qui déclenche la réaction inflammatoire anormale reste mal compris.
Selon Daniel L. Kastner Le concept clinique de maladies auto-inflammatoires doit maintenant converger avec les progrès de la science fondamentale de l'immunité, en portant l'accent sur l'inflammation anormalement accrue, médiée principalement par le système immunitaire inné, avec une prédisposition significative du patient (cette prédisposition serait pour tout ou partie d'origine génétique).
Cette prédisposition pourrait résulter de facteurs génétiques et/ou pourrait être déclenchée par interactions gène-environnement.
Par exemple,
- la FMF apparait habituellement dans l'enfance, et plutôt chez les personnes d'origines juive, arménienne, arabe et turque résidant aux États-Unis et à l'étranger. Dans ces populations, environ 1 personne sur 200 souffre de cette maladie, et 1 sur 5 à 1 sur 7 est porteuse d'un « gène muté FMF ». Ce gène code la fabrication d'une protéine dite « pyrine » [3]très ressemblante à plusieurs protéines trouvées dans le noyau des cellules et connues pour réguler l'inflammation. Normalement, une personne ne développe la maladie que si elle a hérité de deux copies mutées du gène (venant de chaque parent), mais des études récentes ont montré que, dans certaines circonstances, une seule copie du gène suffit à déclencher la maladie[4] ;
- dans le cas du Syndrome cinca, une seule copie du gène délétère suffit aussi au déclenchement de la maladie ;

## Symptômes, diagnostic
Jusqu'à récemment, cette maladie était uniquement définie par des caractéristiques phénotypiques telles que
- attaques récurrentes de fièvre ;
- douleurs abdominales ;
- arthrite ;
- signes cutanés ;

Ces symptômes, assez peu spécifiques, peuvent plus ou moins se chevaucher en rendant un diagnostic précis difficile, c'est leur caractère cyclique et l'absence d'autres explications qui oriente le diagnostic.

## Exemples
Parmi ces maladies figurent notamment des fièvres récurrentes héréditaires :
- La fièvre méditerranéenne familiale (FMF), qui est d'origine monogénique, avec néanmoins une aggravation des symptômes liée à des facteurs environnementaux [5]. Les malades souffrent de douleurs abdominales sévères dues à une inflammation de la cavité abdominale (péritonite), et souvent aussi d'arthrite (avec articulations enflées et douloureuses), de douleurs de poitrine liées à une inflammation de la cavité pulmonaire (pleurésie) et d'éruptions cutanées.

- Le déficit en mevalonate kinase (en anglais MKD, mevalonate kinase deficiency)[6], une maladie rare autosomale récessive (environ 200 cas répertoriés dans le monde) liée à une déficience en une enzyme, la mévalonate kinase (dont la production est codée par le gène MVK) ; La maladie débute généralement dans l'enfance, avec des épisodes de 3 à 6 jours de fièvre, récurrents, avec une fréquence de retour variant selon les individus, mais généralement plus fréquents dans l'enfance (25 fois par an en moyenne) et moins fréquents à l'âge adulte[6]. 
Une forme moins sévère est dite hyperimmunoglobulinemia D syndrome (HIDS) et une forme plus dure dite mevalonic aciduria (MVA). Les symptômes typiques sont des ganglions gonflés (lymphadénopathie), douleurs abdominales, articulaires, diarrhées, rashs sur la peau et maux de tête ; parfois apparaissent des aphtes buccaux (ou vaginaux chez la femme). Une vaccination, un acte chirurgical, une blessure ou un stress peuvent aussi induire une crise chez ces patients[6]. 
Quelques patients développent des troubles mentaux, et psychomoteurs (ataxie), des problèmes d'yeux et des crises d'épilepsie[6] ; Rarement, une amyloïdose entraine une déficience rénale. Les taux sanguins d'immunoglobuline D (IgD) et d'immunoglobuline A (IgA) sont souvent anormalement élevés (pour des raisons mal comprises, et sans relations apparentes avec les symptômes)[6]. Pour les patients atteints de la forme bénigne (HID), entre les crises la vie est normale, et l'espérance de vie ne semble pas diminuée[6]. Ceux qui sont affectés de la forme dure (MVA), ont une qualité de vie très dégradée et une morphologie anormale (tête plus petite et allongée)[6]. Hormis pour les cas les plus graves, l'espérance de vie semble normale[6].

- le syndrome TRAPS est caractérisé par de douloureux et longs épisodes inflammatoires (de quelques jours à plusieurs mois ; trois semaines en moyenne)[7]. Avec plus de 1.000 personnes diagnostiquées dans le monde (vers 2010), c'est le second syndrome héréditaire de fièvre récurrente le plus fréquent (après la fièvre méditerranéenne familiale). Les premiers cas de TRAPS détectés affectaient tous des descendants d'irlando-écossais, mais la maladie a ensuite été trouvée dans presque tous les groupes ethniques. 
La maladie est caractérisée par une forte fièvre, des douleurs abdominales et dans la poitrine ou les articulations, une éruption cutanée (sur les membres surtout) et une inflammation des yeux et/ou du pourtour des yeux (« œdème périorbitaire »), avec souvent des douleurs articulaires et musculaires, inflammation dans diverses parties du corps, notamment les yeux, muscles, certaines articulations, cœur, gorge ou muqueuses dont buccale et du tractus digestif. Parfois, une amylose (accumulation anormale d'une protéine amyloïde peut conduire à une insuffisance rénale (trouvée chez 15 à 20 % des personnes atteintes de TRAPS). Le 1er épisode apparait souvent chez le petit enfant mais peut survenir à tout âge, chez l'homme ou la femme. Une crise peut être déclenchée par une petite blessure, une infection, un stress, un exercice physique ou un changement hormonal. Le « pas de temps » de récurrence des épisodes varie selon les patients (de 6 semaines à plusieurs années). Aucun traitement définitif n'a été identifié, mais les médicaments « inhibiteurs de TNF » montrent parfois une certaine efficacité.

- Syndrome périodique associé à la cryopyrine, ou maladie auto-inflammatoire associée à la cryopyrine (ou « CAPS » pour Cryopyrin Associated Periodic Syndrome)[8],[9],[10]. Sa prévalence est inconnue, mais il semble rare [11] ;

- syndrome périodique associé à NLRP12 ou NAPS12 ou NLRP12 Associated Periodic Syndrome.
- nucleotide-binding domain and leucin-rich repeat containing gene family (NLR)

… ainsi que d'autres maladies héréditaires ou certaines de leurs formes
- syndrome de Blau (SB) ou « Blau syndrome » pour les anglophones [12],[13] ; On parle de « syndrome de Blau » pour les formes familiales et de « sarcoïdose d’apparition précoce » (Early Onset Sarcoidosis (EOS) pour les formes sporadiques)[13]. Ce syndrome, de prévalence inconnue dans le monde, semble très rare[13]. C'est un trouble autosomique dominant (un seul gène muté suffit) et inflammatoire, affectant conjointement et principalement la peau, les articulations et les yeux. Il apparait dans l'enfance, souvent avant 4 ans, avec une inflammation cutanée de type dermatite granulomateuse (plus souvent sur torse, bras et jambes) comme premier signe le plus fréquent : L'éruption est de type exanthème à petites lésions rondes rose pâle à un érythème brun ou intense[13], persistant, parfois écailleux ou associé à des nodules pouvant être ressentis sous la peau[12]. L'arthrite est fréquente, avec inflammation douloureuse (synovite) de la muqueuse des articulations (la synoviale), et gonflement articulaire. Les synovites commencent habituellement dans mains et pieds, poignets et chevilles. Elles peuvent handicaper le patient dans ses mouvements et déplacements. L'uvéite (enflure et inflammation de la couche moyenne de l'œil (l'uvée) est fréquente et souvent très douloureuse, avec photophobie vision floue[12]. La conjonctive, les glandes lacrymales, la rétine et le nerf optique peuvent aussi être enflammés, conduisant éventuellement à une altération de la vision voire à la cécité. Plus rarement, à cause des granulomes, le foie, les reins, le cerveau, les vaisseaux sanguins, les poumons et le cœur sont touchés par des inflammations pouvant entraîner une hypertension, des fièvres persistantes et des complications mortelles[12]. Le gène en cause est NOD2 (parfois aussi nommé CARD15), codant une protéine impliquée dans la réponse immunitaire-inflammatoire[13].

- chérubisme, une maladie génétique à transmission autosomique dominante, caractérisée par un tissu osseux anormal - apparaissant de l'enfance à la puberté - qui déforme uniquement les mâchoires (mandibule) et maxillaire).
- AJI (arthrite juvénile idiopathique)
- PAPA (arthrite pyogénique avec pyoderma gangrénosum et acné)
- CRMO (ostéomyélite multifocale chronique récurrente avec anémie dyserythropoétique congénitale)
- DIRA (deficiency of IL-1 Receptor Antagonist)
- DITRA (« Deficiency of Interleukin 36 Receptor Antagonist » ou « Deficiency of Interleukin Receptor 1 antogonist »)
- JMP, Joint contractures qui peut être associée à diverses mutations de plusieurs gènes[14]
- des atrophies musculaires, qui peuvent être associées à diverses mutations de plusieurs gènes[15]
- l'Anémie microcytique (anémie associée à la présence de microcytes dans le sang[16].
- le syndrome de Nakajo, lié à une mutation du gène PSMB8[17],[18]
- les « Recurrent Hydatiform Moles » (RHM) ; trouble caractérisé par un développement excessif du trophoblaste et la présence d'une masse croissante de tissu à l'intérieur de l'utérus) en début de grossesse. Il aboutit à de fausses grossesses (sans embryon), et la dégénérescence kystique des villosités choriales. Ce syndrome peut au moins être induite par des mutations des gènes KHDC3L[19] et NLRP7[20]

… et des troubles complexes
- le syndrome de Marschall (car décrit en 1987 par Marshall et al.[21]) ; avec état fébrile associé à des aphtes, une pharyngite et/ou des adénopathies cervicales, sans autre symptômes ou signes cliniques[22].
- fièvre périodique ;
- adénite ;
- pharyngite ;
- syndrome de stomatite aphteuse et de Crohn ;
- maladie de Behçet (Behçet disease)

## Gènes
Sept gènes sont identifiés responsables de dix maladies.
| Gène        | Phénotype                                                            | Numéro MIM           | Transmission                     |
| ----------- | -------------------------------------------------------------------- | -------------------- | -------------------------------- |
| MEFV        | Maladie périodique                                                   | 249100               | Récessive                        |
| TNFRSF1A    | Syndrome TRAPS                                                       | 142680-134610        | Dominante                        |
| MVK         | Fièvre récurrente avec hyper-IgD                                     | 260920               | Récessive                        |
| CIAS1       | Syndrome de Muckle-Wells Urticaire familiale au froid Syndrome CINCA | 191900 120100 607115 | Dominante /Sporadique            |
| PSTPIP1     | Syndrome PAPA                                                        | 604416               | Dominante                        |
| NOD2/CARD15 | Maladie de Crohn Syndrome de Blau Sarcoïdose juvénile                | 266600 186580 181000 | Récessive ? Dominante Sporadique |

## Traitements
La Colchicine, déjà couramment utilisé pour traiter la goutte (une forme d'arthrite) a été testée avec succès pour le traitement de la FMF (elle diminue l'inflammation dans tout le corps), mais se montre inefficace dans d'autres cas de fièvres récurrentes (ex : Fièvre récurrente avec hyper-IgD).

## Recherche
Elle se développe dans le monde, avec l'aide d'une association internationale (ISSAID, ou International Society of Systemic Auto-Inflammatory Diseases)